# هنري فرايدلاندر
هنري فرايدلاندر (بالإنجليزية: Henry Friedlander؛ بالألمانية: Henry Friedlander) هو مؤرخ وكاتب وأستاذ جامعي ألماني وأمريكي، ولد في 24 سبتمبر 1930 في برلين في ألمانيا، وتوفي في 17 أكتوبر 2012 في بانجور في الولايات المتحدة.